# Kolekanos plumicauda
Kolekanos plumicauda — вид геконоподібних ящірок родини геконових (Gekkonidae). Ендемік Анголи.

## Поширення і екологія
Kolekanos plumicauda мешкають на південному заході Анголи, в провінції Намібе. Вони живуть в сухих чагарникових заростях, у підніжжя великих гранітних валунів. Зустрічаються на висоті від 300 до 600 м над рівнем моря.